# Stanislav Kosior
Stanislav Vikent'evič Kosior (in russo Станислав Викентьевич Косиор?, in polacco: Stanisław Kosior; Węgrów, 18 novembre 1889, 6 novembre del calendario giuliano – Mosca, 26 febbraio 1939) è stato un politico sovietico.

## Biografia
Membro del Partito Operaio Socialdemocratico Russo dal 1907, fu ripetutamente arrestato dalla polizia zarista. Fu liberato dopo la Rivoluzione di febbraio del 1917 e nei mesi successivi fu attivo tra le forze bolsceviche a Pietrogrado. Rivestì poi posizioni di vertice nel Partito Comunista dell'Ucraina, di cui dal 1928 al 1938 fu prima Segretario generale e poi Primo segretario. Fu inoltre membro del Comitato centrale del Partito Comunista di tutta l'Unione dal 1924 al 1938, dell'Orgburo dal 1926 al 1928, del Politburo dal 1930 al 1938.
Il 3 maggio di quell'anno, Kosior fu arrestato dall'NKVD; sottoposto a tortura resistette a proclamarsi innocente fino a quando non venne portata nella stanza dell'interrogatorio la figlia sedicenne, che venne stuprata davanti ai suoi occhi. Il 26 febbraio 1939 venne condannato a morte e giustiziato mediante fucilazione il giorno stesso. Altri membri del Politburo purgati in questo periodo furono Jan Rudzutak, Robert Ėjche, Vlas Čubar' e Pavel Postyšev.
Dopo la morte di Stalin, Kosior fu riabilitato ufficialmente dal governo sovietico il 14 marzo 1956 in seguito alle risultanze delle indagini effettuate dalla commissione Pospelov, incaricata di studiare le repressioni staliniane.
Il 13 gennaio 2010 nei confronti di Kosior e altri alti dirigenti sovietici fu aperto un procedimento dalla Corte d'Appello Ucraina per responsabilità criminale nell'organizzazione della grande carestia del 1932-1933; ma il caso venne archiviato a causa della morte di tutti gli imputati chiamati in causa.